# Gelsdorf (Grafschaft)
Gelsdorf ist ein Ortsbezirk der Gemeinde Grafschaft im rheinland-pfälzischen Landkreis Ahrweiler. Der Ort hat über 1500 Einwohner. Damit ist Gelsdorf nach Lantershofen der zweitgrößte Einzelort der Gemeinde Grafschaft.

## Geographie
Die Ortschaft liegt am südöstlichen Rand der Voreifel in der Swistbucht, dem äußersten Südrand der Niederrheinischen Bucht und am Nordrand der Gemeinde Grafschaft. Im Nordwesten grenzt Gelsdorf an Meckenheim (Nordrhein-Westfalen).

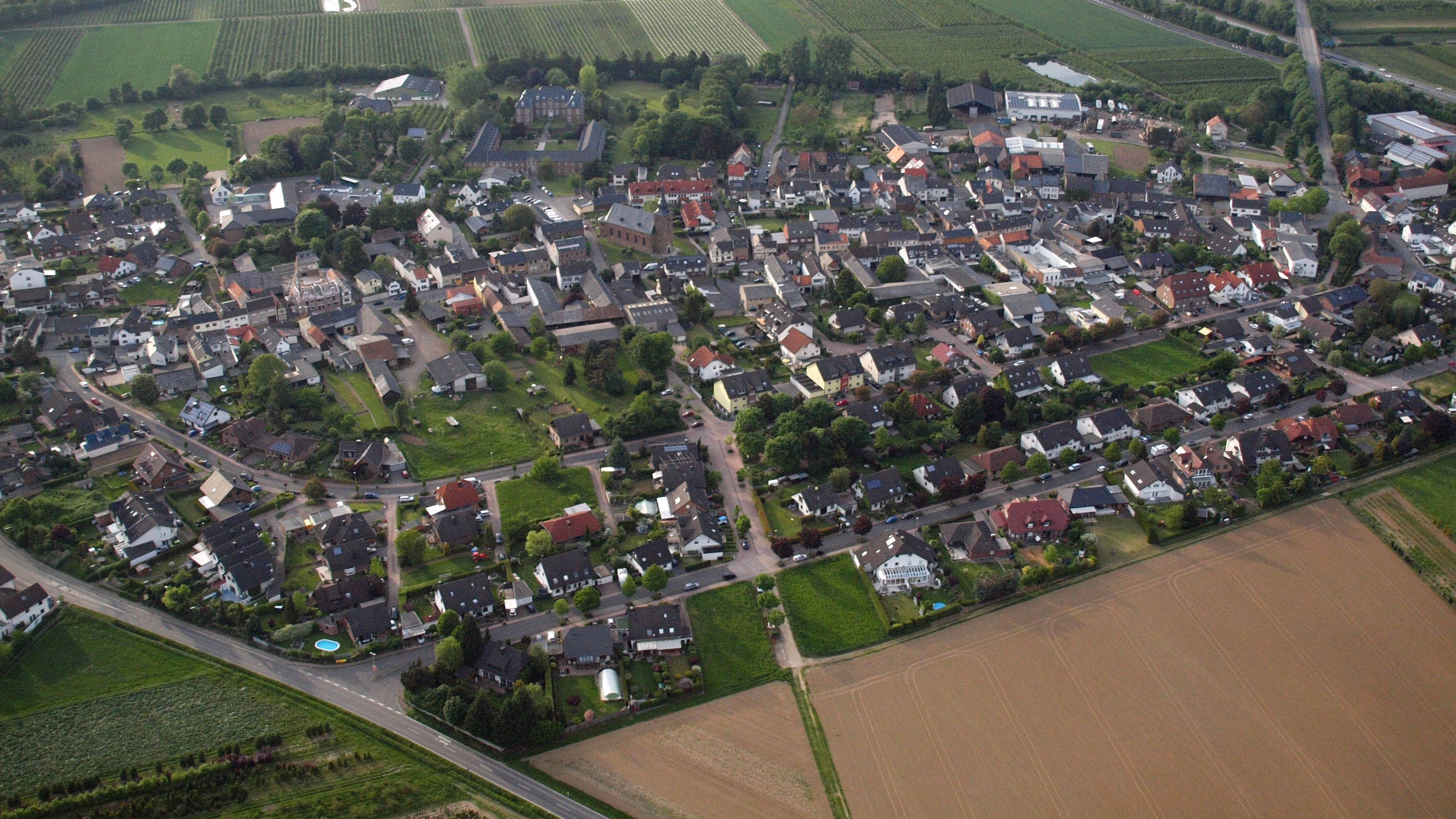
Gelsdorf (Grafschaft), Luftaufnahme (2015)

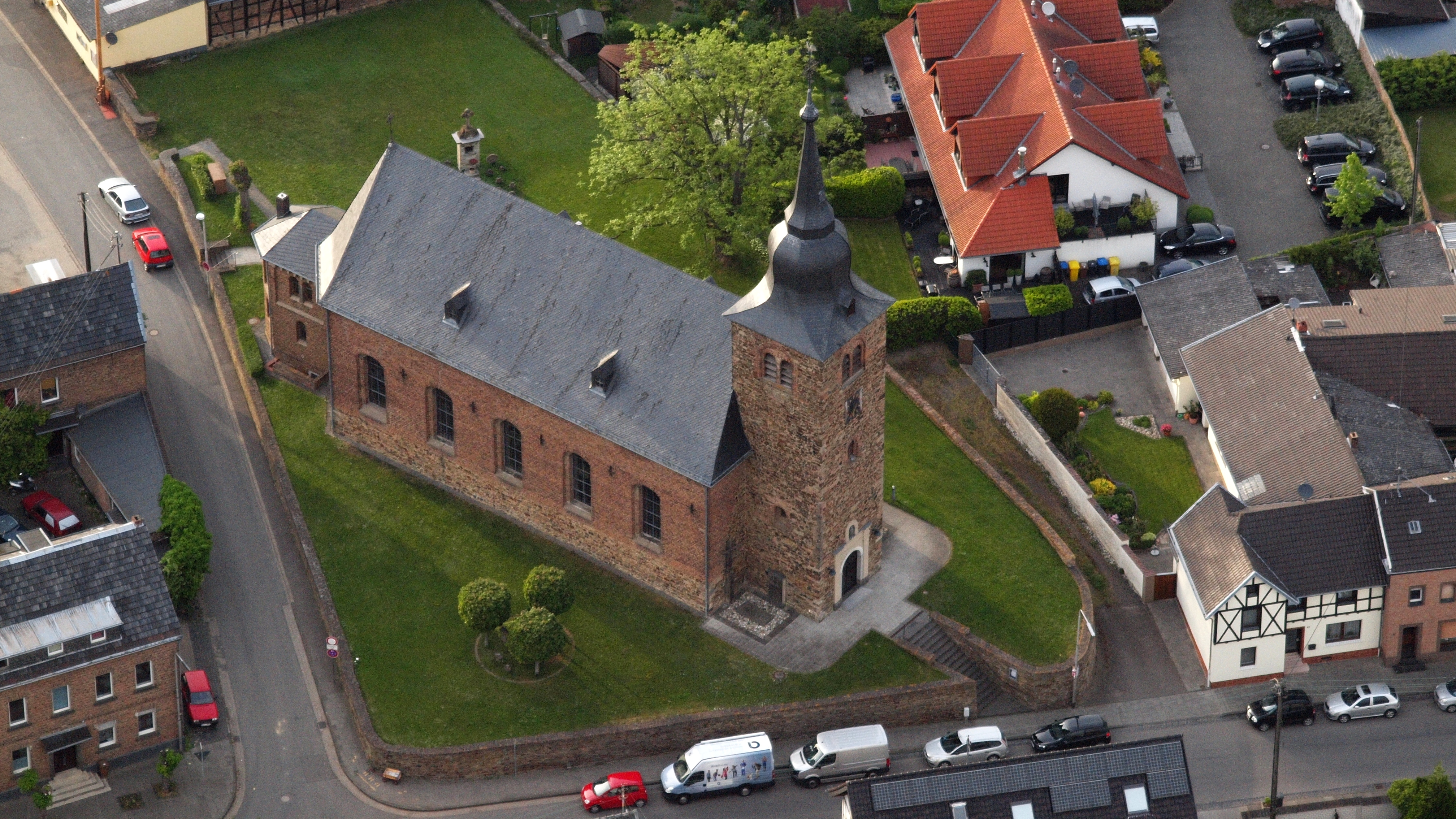
Katholische Pfarrkirche St. Walburgis

## Geschichte
Der Ort Gelsdorf wurde im Jahre 846 erstmals urkundlich erwähnt, als Kaiser Lothar I. dem Kloster Prüm Ackerland zu „Gelichesdorp“ im Eifelgau schenkte. In einer Urkunde aus dem Jahr 877 bestätigt Kaiser Karl der Kahle dem Stift Saint-Omer und dem Kloster St. Bertin dem Besitz von „Kirche, Weingütern und Land in Gefwaldasthorp“. Königin Richeza schenkte im Jahre 1014 unter andern Gütern auch Ländereien zu Gelsdorf dem Kloster Brauweiler.
Um 1200 hatte sich mit den „Herren von Gelsdorf“ ein Ortsadel gebildet, dem von St. Omer und St. Bertin das Schultheißenamt und die Zehntrechte übertragen wurde. Zur gleichen Zeit (um 1220) entstand die Wasserburg Gelsdorf als Mittelpunkt der Güter, die 360 Morgen umfassten.
1359 verlieh Kaiser Karl IV. Gelsdorf die Stadtrechte, die aber hinsichtlich der damals bereits üblichen städtischen Verwaltungsstrukturen (Bürgermeister, Stadtrat, Schöffen) und Baumaßnahmen (Stadtmauern) nicht ausgeführt wurden.
Bis 1382 waren Dorf und Burg Gelsdorf ein Teil der Grafschaft Neuenahr.
Am 16. März 1974 wurde Gelsdorf in die neue Gemeinde Grafschaft eingegliedert.

## Politik

### Ortsbezirk
Gelsdorf ist einer von elf Ortsbezirken der Gemeinde Grafschaft. Er wird durch einen Ortsbeirat und einem Ortsvorsteher vertreten.

### Ortsbeirat
Der Ortsbeirat besteht aus sieben Mitgliedern, die bei der Kommunalwahl am 9. Juni 2024 in einer personalisierten Verhältniswahl gewählt wurden, und dem ehrenamtlichen Ortsvorsteher als Vorsitzendem.
Die Sitzverteilung im Ortsbeirat:
| Wahl | SPD | CDU | Grüne | FWG 1 | Gesamt  |
| ---- | --- | --- | ----- | ----- | ------- |
| 2024 | 0   | 2   | 1     | 4     | 7 Sitze |
| 2019 | 1   | 3   | 1     | 2     | 7 Sitze |
| 2014 | 1   | 4   | –     | 2     | 7 Sitze |
| 2009 | 1   | 5   | –     | 1     | 7 Sitze |

### Ortsvorsteher
Hermann-Josef Dahlhausen (FWG) wurde am 3. Juli 2024 Ortsvorsteher von Gelsdorf. Bei der Stichwahl am 23. Juni 2024 hatte er sich mit einem Stimmenanteil von 69,4 % gegen den bisherigen Amtsinhaber durchgesetzt, nachdem bei der Direktwahl am 9. Juni 2024 keiner der ursprünglich vier Bewerber eine ausreichende Mehrheit erreicht hatte.
Hermann-Josef Dahlhausen löste Andreas Ackermann (parteilos, früher CDU) als Ortsvorsteher ab, der seit 7. März 2010 im Amt war. Ackermanns Vorgänger als Ortsvorsteher war von 1978 bis zu seinem Tode Hermann-Josef Linden (CDU) († 10. Oktober 2009).

## Kultur und Sehenswürdigkeiten

### Schloss Gelsdorf

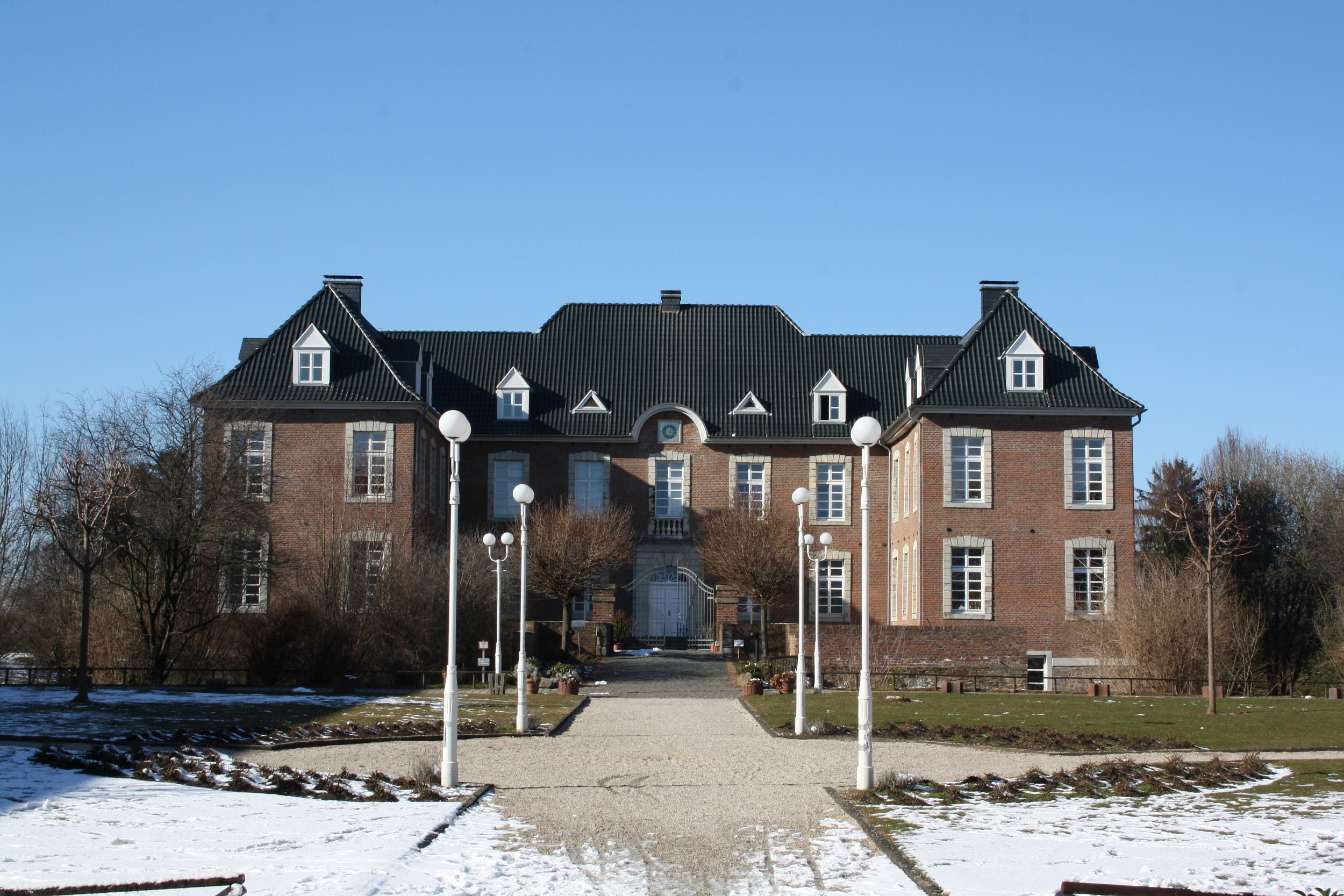
Schloss Gelsdorf, Herrenhaus

Schloss Gelsdorf ist ein kleiner Herrensitz, 1766 durch Konstantin von Gruben an der Stelle einer Burg aus dem 13. Jahrhundert erbaut. Von dieser sind im Gartengeschoss Gewölbe und eine romanische Säule erhalten. Die Adresse „Burghof“ erinnert an die alte Burg. Nach wechselvoller Geschichte wurde die Anlage aus dem 18. Jahrhundert in den 1980er bis 1990er Jahren restauriert bzw. wieder aufgebaut und in unterschiedliche Wohneinheiten unterteilt. Das Anwesen befindet sich in Privatbesitz.

## Wirtschaft und Infrastruktur

### Verkehr
Nordöstlich des Ortes verläuft die Bundesautobahn 61. Südlich von Gelsdorf verläuft die Bundesstraße 257, die am Autobahnkreuz Meckenheim in die Bundesautobahn 565 übergeht und nach Bonn und über die Bundesautobahn 59 rechtsrheinisch weiter Richtung Köln führt. Nächster Bahnhof ist Meckenheim (Bz Köln) (Voreifelbahn Bonn – Euskirchen – Bad Münstereifel, Kursbuchstrecke 475). Buslinien des Verkehrsverbundes Rhein-Mosel verbinden Gelsdorf mit Bad Neuenahr, Remagen, Meckenheim und Rheinbach.

### Gewerbepark
Der 45 ha große Gewerbepark Gelsdorf umfasst zurzeit 1.400 Arbeitsplätze und gilt als internationaler Standort durch seine gute Anbindung an die Bundesautobahn 565 und die Nähe zum Flughafen Köln/Bonn.

### Bundeswehr
Seit August 2007 ist im Gewerbegebiet Gelsdorf das Kommando Strategische Aufklärung (KdoStratAufkl oder KSA) stationiert, welches aus dem Zentrum für Nachrichtenwesen der Bundeswehr (ZNBw) hervorging. Am 8. Oktober 2009 benannte der damalige Bundesminister der Verteidigung, Franz Josef Jung (CDU), die Liegenschaft nach dem 2008 verstorbenen NS-Widerstandskämpfer in „Philipp-Freiherr-von-Boeselager-Kaserne“. In der Liegenschaft sind zudem als selbständige Dienststellen seit ihrer jeweiligen Aufstellung die Zentrale Abbildende Aufklärung (ZAbbAufkl), das Zentrum Counter-IED und die Bundeswehrfeuerwehr Grafschaft (BwFeuerw Grafschaft) stationiert.

### Bildung
In der Grünstraße befinden sich der katholische Kindergarten St. Walburga sowie die Grundschule Gelsdorf.

## Persönlichkeiten
- Anton Raaff (1714–1797), Opernsänger (Tenor)
- Johann Schäfer (* 2. März 1867; † 1961), Lehrer, Ehrenbürger der Stadt Rheinbach (15. August 1957)[16]
- Mathias Joseph Prior (1870–1946), katholischer Theologe, Geheimsekretär des Trierer Bischofs Michael Felix Korum, Erbauer des Saardomes in Dillingen/Saar